# Доња Рибница
Доња Рибница је насељено место у општини Петрич у области Благоевград, Бугарска. Према попису из 2021. године било је 276 становника.
Према бугарском географу и историчару, Василу Канчову, у Доњој Рибници је 1900. године живело 750 Словена хришћана.